# William Henry
William Henry (Manchester, 12 de dezembro de 1775 — Pendlebury, 2 de setembro de 1836) foi um químico inglês.
Filho de Thomas Henry (1734–1816), um farmacêutico e químico que inventou um processo para preparar óxido de magnésio em 1771 e tornou-se conhecido como "Magnésio" Henry, e foi um dos fundadores e depois presidente da "Manchester Literary and Philosophical Society".

## Vida
William Henry foi um aprendiz de Thomas Percival e mais tarde trabalhou com John Ferriar na na enfermaria de Manchester. Começou a estudar medicina em Edimburgo em 1795, obtendo o diploma em 1807, mas estando doente interrompeu sua prática como médico, dedicante seu tempo principalmente a pesquisas químicas, especialmente em relação a gases. Um de seus artigos mais famosos (Phil. Trans., 1803) descreve experimentos sobre a quantidades de gases absorvida pela água a diferentes temperaturas e pressões. O resultado destas suas investigações é conhecido como lei de Henry. Seus outros artigos abordaram análise de gases, grisu, iluminação a gás, composição do ácido clorídrico e da amônia, concreções urinárias e outras concreções mórbidas, e a potência desinfetante do calor. Seu livro Elements of Experimental Chemistry (1799) foi bastante utilizado na época, atingindo 11 edições em trinta anos. Foi um dos fundadores do "Mechanics' Institute", que viria a ser depois a "University of Manchester Institute of Science and Technology".
Foi eleito membro da Royal Society em fevereiro de 1809, recebendo a Medalha Copley em 1808.
Faleceu em Pendlebury, próximo a Manchester.